# وستینده
وستینده (به هلندی: Westeinde) یک منطقهٔ مسکونی در هلند است که در وسترفلد واقع شده‌است. وستینده ۱۵۰ نفر جمعیت دارد.